# 11
Năm 11 là một năm trong lịch Julius. 